# Ivankovîci, Vasîlkiv
Ivankovîci (în ucraineană Іванковичі) este o comună în raionul Vasîlkiv, regiunea Kiev, Ucraina, formată numai din satul de reședință. În secolul al XIX-lea, satul făcea parte din volostul Hotiv, uezdul Kiev.

## Demografie
Componența lingvistică a comunei Ivankovîci
     Ucraineană (93,53%)
     Rusă (6,37%)
     Alte limbi (0,1%)
Conform recensământului din 2001, majoritatea populației comunei Ivankovîci era vorbitoare de ucraineană (93,53%), existând în minoritate și vorbitori de rusă (6,37%).